# Börr
Burr, auch Börr oder Borr (von altnordisch burr „Sohn“), ist in der nordischen Mythologie ein Wesen, das bereits vor der Weltschöpfung existierte.
Nach der Prosa-Edda ist er der Sohn von Buri, des Stammvaters der Götter. Seine Frau ist die Riesin Bestla, die Tochter des Reifriesen Bölthorn. Mit ihr zeugte er drei Söhne: Odin, Vili und Vé.
Auch in der Lieder-Edda wird Burr bezeugt. Im Rahmen der Schilderung des Vorzeitgeschehens spricht die Völuspá von den Söhnen Burrs. Das Lied Hyndlulióð belegt, dass er als Vater Odins angesehen wurde. Aus der Lokasenna schließlich geht hervor, dass Vili und Vé die Brüder Widrirs (Odins) sind.
Seiner Natur nach ist Burr entweder ein menschengestaltiger Gott oder ein Riese (Jötunn), abhängig davon, wie man die Natur seines Vaters versteht.

## Moderne Rezeption
Das vorgeschlagene Archaeenphylum „Borrarchaeota“ aus der Gruppe der Asgard-Archaeen soll nach Börr benannt werden.